# Orienterarsjukan
Orienterarsjukan vanligen kallad "track-finders illness" på engelska, är en grupp sjukdomar som drabbar orienterare. Troligast är att flertalet orsakas av olika sinsemellan inte besläktade bakterier och virus.

## Hepatit B
Det första stora sjukdomsutbrottet bland orienterare i Sverige inträffade omkring år 1960 i en sjukdom som efterhand kom att kallas "orienterarsjukan" eller "orienterargulsot" och orsakades av hepatit B. Det kom även att omfatta Norge. I Sverige inträffade de första kända sjukdomsfallen 1958 och under sommaren 1959 förekom sjukdomsfall i Göteborgstrakten, Halland, Västergötland och Värmland. Redan under hösten spred sig insjuknanden över Sydsverige och senare även norrut. Totalt anges minst 600 kända sjukdomsfall, men då en stor del smittade får så kallad subklinisk sjukdom, det vill säga genomgår den akuta fasen av sjukdomen utan påfallande symtom, beräknas antalet ha varit större. Hur många som dog direkt i sjukdomen eller av dess senkomplikationer flera år senare är inte känt eftersom uppföljning ej kunnat ske. Åtskilliga fick sin orienterarkarriär bruten på grund av sjukdomen som tar lång tid på sig att läka.
Den 12 februari 1962 utfärdade dåvarande Svenska Orienterarförbundet påbud innefattande bland annat tävlingsförbud under första halvåret 1962; speciell tävlingsdräkt från 1 juli och att rinnande vatten med god avrinning skulle finnas vid målet för tvagning. Påbuden fick god effekt och från andra halvåret 1962 och fram till första halvåret 1965 var det få nya sjukdomsfall. År 1965 lättades på kravet om tävlingsdräkt och under vårvintern 1965-66 insjuknade 84 orienterare. När påbudet om täckande tävlingsdräkt åter blev strikt försvann sjukdomen bland orienterare i Sverige och har ej återkommit.

## Senare fall av orienterarsjukan
Orienterarsjukan är en sjukdom som har tagit livet av 17 personer som var aktiva inom orientering med minst ett fall känt från våren 2004.  Sjukdomen orsakar hjärtsvikt hos drabbade.  Orienterarsjukan förorsakade närmast panik inom orienteringssporten i Sverige mellan 1979 och 1992.
Den förklaring som länge ansågs rimligast var att bakterien twar låg bakom. Men forskning visar att det är mest troligt är bakterien bartonella som är orsaken.
Antalet avlidna i orienterarsjukan är sannolikt inte känt till fullo då det saknas ett system för att upptäcka fall. Ifall personnummer uppgavs vid tävlingar skulle de kunna jämföras med dödsorsaksregistret vilket skulle underlätta spårning av sjukdomen och kunna ta reda på ifall den ökar eller minskar. Orienteringsförbundet har tills nu (2023) ej varit intresserat av en kartläggning av sina aktiva.
Vid ökningen under 1992 sattes åtgärder in såsom tävlingsförbud under sex månader och antibiotikakur.
Inget vaccin finns mot bartonellabakterien i dagsläget (2004) men sjukdomsförloppet är relativt godartat. Dock kan hård fysisk ansträngning såsom tävling med infektion i kroppen sluta illa.
En hypotes till orsaken är att smittkällan finns i naturen då ingen liknande sport har drabbats av sjukdomen samt att det på sommaren är gott om vilda gnagare, fästingar och stickande insekter. Undersökning av fästingar i mellansverige har dock inte påvisat bartonellabakterien hos fästingar.
En art av bakterien bartonella är orsaken till kattklösarsjukan (kattungar primärt) och en annan art skyttegravsfeber. Den senare orsakade insjuknande hos en miljon soldater på grund av den dåliga hygienen i skyttegravarna som också invaderades av tusentals löss.  Men skyttegravsfeber har också drabbat hemlösa i Stockholmsområdet och var (år 2004) åter på frammarsch bland det växande antalet hemlösa personer i storstadsregionerna.
Den 26 augusti 2004 anordnades en stor internationell konferens om bartonellabakterier hos Evolutionsbiologiskt Centrum i Uppsala av Uppsalaforskare i en tvärvetenskaplig anda mellan medicinare, veterinärer och naturvetare, som besöktes av forskare från USA, Europa, Sydamerika och Asien för att diskutera den globala spridningen av bakterierna och risken för utbrott av nya epidemier.  Man belyste de genetiska mekanismer som styr infektionens förlopp.  Forskare vid amerikanska företag och laboratorier presenterade sitt arbete med att utveckla ett kattvaccin mot Bartonellabakterierna.  Under 2004 har även arvsmassan för Bartonellabakterier som ger skyttegravsfeber och kattklösarsjukan publicerats. Andra områden som belystes var diagnostik, bakteriens utbredning bland smågnagare i svenska skogar och bland hemlösa i Stockholm, spår av Bartonellabakterier i svenska tamkatter med hjälp av moderna genetiska metoder.